# Edward Newman (politician)
Edward Newman (n. 14 mai 1953) este un om politic britanic, membru al Parlamentului European în perioadele 1984-1989, 1989-1994 și 1994-1999 din partea Regatului Unit.  
1. ↑  Manchester City Council[*], Minutes of the Annual General Meeting on 17 May 2017 (PDF) (în engleză), accesat în 26 martie 2022
2. ↑   https://www.manchester.gov.uk/info/200033/councillors_and_decision-making/1158/the_lord_mayor_of_manchester/3, accesat în 26 martie 2022 Lipsește sau este vid: |title= (ajutor)
3. ↑  Deputații în Parlamentul European